# Limnochromini
Limnochromini es una tribu de cíclidos africanos de la subfamilia Pseudocrenilabrinae.

## Géneros
- Baileychromis
- Gnathochromis
- Limnochromis
- Reganochromis
- Triglachromis